# ميغالوبوليس الشمالية الشرقية
ميغالوبوليس الشمالية الشرقية (بالإنجليزية: Northeast megalopolis)‏ هي منطقة سكنية أمريكية وعدد سكانها 52,332,123 حسب إحصاءات سنة 2010.